# Helene Kynast
Helene Kynast (* 1942 in  Łódź) ist eine deutsche Kinder- und Jugendbuchautorin.

## Leben
In Polen als Kind einer deutschen Familie geboren, aber schon vor Kriegsende in den Westen geflohen, wuchs Helene Kynast im Sauerland auf. Nachdem sie zwei Jahre auf einer Farm auf Island und einige Zeit in Paris verbracht hatte, kehrte sie nach Deutschland zurück und studierte in Düsseldorf Germanistik und Philosophie. Bereits ihr erstes Buch, Alles Bolero, erhielt eine Auszeichnung. Sunshine (2002), die Geschichte eines unheilbar an Leukämie erkrankten jungen Mannes, der noch einmal die Freiheit erleben will, wurde ebenfalls mit Preisen bedacht. 

## Auszeichnungen
- Oldenburger Jugendbuchpreis 1997 für Alles Bolero
- Silberne Feder 2003 für Sunshine
- Evangelischer Buchpreis 2004 für Sunshine

## Werke
- Nah bei dir (Labyrinthe-Krimi)
- Tanz für mich (Labyrinthe-Krimi) ISBN 3-522-17954-4
- Alles Bolero., ISBN 3-473-58101-1
- Sunshine. München 2005, ISBN 3-570-30260-1
- Ana & Paul?, Omnibus, München 2003, ISBN 3-570-26149-2
- Amor & Co.
- Das Mädchen ohne Gesicht. ISBN 3-522-17704-5
- Siebter Himmel, freier Fall.
- James Dean, Werther und ich. ISBN 3-473-58215-8